# Peaky Blinders
Peaky Blinders – brytyjski serial telewizyjny, którego pomysłodawcą jest Steven Knight, a producentem Caryn Mandabach. Główną rolę gra Cillian Murphy. Pilot serialu miał premierę 13 września 2013 roku na antenie BBC. Dotychczas wyemitowano 6 sezonów serialu. W styczniu 2021 ogłoszono, że szósty sezon serialu będzie ostatnim.

## Fabuła
Fabuła serialu osadzona jest w latach 20. XX wieku, tuż po zakończeniu I wojny światowej i koncentruje się na postaci Thomasa Shelby’ego, lidera gangu Peaky Blinders, działającego w Birmingham. Głównym antagonistą w 1. i 2. sezonie jest inspektor Chester Campbell (Sam Neill), a w 3. ksiądz John Hughes (Paddy Considine). 4. sezon skupia się na zmaganiach gangu z włoską mafią z Nowego Jorku, którą dowodzi Luca Changretta (Adrien Brody). Sezon 5 przedstawia grę polityczną z Oswaldem Mosleyem oraz zatarg ze szkockimi Billy Boys.

## Obsada
- Cillian Murphy jako Tommy Shelby, lider gangu i najbardziej wpływowy członek rodziny. Uczestniczył w I wojnie światowej za co został odznaczony. Przez pewien czas zmagał się ze skutkami zespołu stresu pourazowego.
- Sam Neill jako inspektor Chester Campbell (sezon 1–2) z pochodzenia Irlandczyk. Nieprzejednany wróg gangu, prowadzi swego rodzaju krucjatę przeciwko Peaky Blinders.
- Helen McCrory jako Polly Gray (Shelby), ciocia rodzeństwa Shelby. Zajmowała się sprawami gangu, gdy Shelby walczyli na froncie zachodnim. Jej synem jest Michael.
- Paul Anderson jako Arthur Shelby, najstarszy z braci i najbardziej krewki, neurotyczny. Jego charakter w dużej mierze ukształtował pobyt na wojnie.
- Annabelle Wallis jako Grace Burgess (sezon 1–3), była agentka współpracująca z inspektorem Campbellem, związana z Tommym.
- Sophie Rundle jako Ada Thorne, jako jedyna z rodzeństwa nie angażuje się bezpośrednio w sprawy gangu. Była związana z komunistą Freddym Thorne’em.
- Joe Cole jako John Shelby (sezon 1–4), młodszy brat Tommy’ego i Arthura, weteran I wojny światowej i jeden z przywódców gangu.
- Tom Hardy jako Alfie Solomons, przywódca żydowskiego gangu w Camden Town.
- Finn Cole jako Michael Gray (sezon 2–5), syn Polly.
- Paddy Considine jako ojciec John Hughes (sezon 3), członek Economic League.
- Adrien Brody jako Luca Changretta (sezon 4), przywódca włoskiej rodziny mafijnej w Nowym Jorku, który prowadzi vendettę przeciwko rodzinie Shelby.
- Sam Claflin jako Oswald Mosley (sezon 5).
- Aidan Gillen jako Aberama Gold (sezon 4-5), cygański płatny zabójca, kochanek Polly Gray oraz ojciec Bonniego Golda.[6]

## Nagrody
Serial otrzymał Irlandzką Nagrodę Filmową i Telewizyjną (IFTA) w 2015 roku za najlepsze kostiumy, nagrodę BAFTA za najlepszą muzykę i zdjęcia